# منطقه گولر کن
منطقه گولر کن مربوط به دوره ساسانیان - دوران‌های تاریخی پس از اسلام است و در شهرستان دامغان، روستای کلاته واقع شده و این اثر در تاریخ ۶ آذر ۱۳۷۸ با شمارهٔ ثبت ۲۴۷۳ به‌عنوان یکی از آثار ملی ایران به ثبت رسیده است.